# 大阪外国語大学短期大学部
大阪外国語大学短期大学部（おおさかがいこくごだいがくたんきだいがくぶ、英語: Junior College of Osaka University of Foreign Studies）は、大阪府大阪市天王寺区上本町8丁目に本部を置いていた日本の国立大学である。1958年に設置され、1969年に廃止された。

## 概要

### 大学全体
- 大阪外国語大学に併設された日本の国立短期大学[2][3]で大阪府大阪市天王寺区に所在した[4][5]。
- 旧来の大阪外国語大学別科を発展改組する形で、3学科かつ入学総定員110名体制[6][7]で1958年に開学された[8][9][10][11]。
- その後は、学科の増設もあり最終的には6学科[12]で入学定員200名となり、全学科とも夜間部3年制となっていた[13]。
- 1964年度の入学生を最後に短期大学としての使命を終えた[注釈 2]。
- かつてのキャンパス跡地は現在、大阪国際交流センターとなっている。

## 教育および研究
- 外国語を通じて国際的実務に従事するに要する専門教育を施すと同時に、教養ある人材育成を目的としていた。英語のほか、中国語・ドイツ語・イスパニア語・フランス語・ロシア語があり、全国の短大ではユニークな学科が多かった。
- 専攻外国語以外に「民法」・「商法」・「国際法」・「経営学」・「会計学」・「商業学」など社会科学に関する科目も設置されていた[15]。
- 貿易従事者等の語学教育に資することをねらいに設立された[16][17]。
- 各学科の専門科目や一般教育科目については、右記も参照のこと[18]。

### 学風および特色
- 大阪外国語大学短期大学部は、全国で唯一の国立外国語短大であった。
- 勤労の傍らで学業に勤しむ人々のために夜間部が設置されていた[19]。
- 聴講生制度があった[15]。

### 入学試験について
- 当時、国語・数学（または商業簿記）・社会・外国語（英語ほか各外国語学科に該当する外国語科目）が課されていた[20]。

## 沿革
- 1951年
  - 4月1日 左記をもって大阪外国語大学別科が以下の学科体制にて開講する[21]。
    - 中国語 入学定員100名
    - ドイツ語 入学定員50名
    - フランス語 入学定員50名
    - 英語 入学定員100名
    - インドネシア語 入学定員50名
    - インド語 入学定員50名
    - タイ語 入学定員50名
    - イスパニア語 入学定員50名
    - ロシア語 入学定員50名
- 1958年
  - 4月1日 左記をもって大阪外国語大学短期大学部が以下の学科体制にて開学する。
    - 英語科 入学定員50名
    - イスパニア語科 入学定員30名
    - 中国語科 入学定員30名

  - 5月16日 第1回入学式が行われ、116人が入学した[15]。
- 1959年
  - 4月1日 左記をもって以下の学科を増設し[22]、最大の 6 学科体制となる[23]。
    - ドイツ語科 入学定員30名
    - フランス語科 入学定員30名
    - ロシア語科 入学定員30名

  - 4月24日 第2回入学式が行われ、189人が入学した[15]。
- 1964年度をもって学生募集を終了[注釈 2][注 2]。
- 1969年3月31日 正式に廃止される[25][注釈 3]

## 基礎データ

### 所在地
- 大阪府大阪市天王寺区上本町8丁目[注釈 1]

### 年度別学生数
- 各年の学生数はその該当年度の5月1日時点でのデータである。

| 学科名 | 英語科     | 中国語科  | イスパニア語科 | ドイツ語科 | フランス語科 | ロシア語科 | 出典            |
| ------ | ---------- | --------- | -------------- | ---------- | ------------ | ---------- | --------------- |
| 1958年 | 男49 女4   | 男22 女2  | 男27 女3       | -          | -            | -          | [ 28 ]          |
| 1959年 | 男90 女7   | 男38 女2  | 男58 女3       | 男18 女1   | 男21 女5     | 男26 女2   | [ 29 ] [ 注 5 ] |
| 1960年 | 男119 女17 | 男42 女4  | 男69 女6       | 男35 女2   | 男31 女13    | 男38 女8   | [ 31 ]          |
| 1961年 | 男112 女21 | 男48 女6  | 男77 女8       | 男52 女3   | 男48 女20    | 男57 女13  | [ 32 ]          |
| 1962年 | 男104 女29 | 男43 女9  | 男70 女6       | 男52 女4   | 男56 女21    | 男57 女16  | [ 33 ]          |
| 1963年 | 男88 女32  | 男50 女10 | 男61 女13      | 男50 女11  | 男49 女16    | 男54 女10  | [ 34 ]          |
| 1964年 | 男75 女30  | 男54 女9  | 男68 女9       | 男45 女16  | 男58 女13    | 男55 女13  | [ 35 ]          |
| 1965年 | 男40 女13  | 男30 女6  | 男44 女8       | 男31 女12  | 男36 女9     | 男37 女6   | [ 36 ]          |
| 1966年 | 男18 女5   | 男16 女4  | 男18 女2       | 男12 女8   | 男16 女5     | 男19 女6   | [ 37 ]          |
| 1967年 | 男4 女0    | 男5 女0   | -              | 男1 女1    | 男2 女0      | -          | [ 38 ]          |
| 1968年 | 男1 女0    | -         | 男2 女0        | -          | -            | 男1 女0    | [ 39 ]          |

## 教育および研究

### 組織

#### 学科[40]
- 英語科第二部 入学定員50名
- 中国語科第二部 入学定員30名
- イスパニア語科第二部 入学定員30名
- ドイツ語科第二部 入学定員30名
- フランス語科第二部 入学定員30名
- ロシア語科第二部 入学定員30名

#### 専攻科
- なし

#### 別科
- なし

## 大学関係者と組織

### 大学関係者一覧
歴代学長
- 森沢三郎

## 施設

### キャンパス
- 大阪外国語大学と共同使用。

### 寮
- なし

## 対外関係

### 系列校
- 大阪外国語大学

## 卒業後の進路について

### 就職について
- 年度にもよるが、貿易会社・商事会社への就職者が多いものとなっていた[15]。